# Araneus missouri
Araneus missouri là một loài nhện trong họ Araneidae.
Loài này thuộc chi Araneus. Araneus missouri được Herbert Walter Levi miêu tả năm 2008.